# نجيب أمهالي
نجيب أمهالي (مواليد 1971)، هو فنان كوميدي وممثل هولندي من أصول الريف-شمال المغرب. ويعد واحد من أشهر وجوه الكوميديا في هولندا يتمتع بشعبية عالية. حائز على جوائز كثيرة، شارك في عدة أفلام.

## حياته
ولد في 4 أبريل 1971 بمدينة الناضور في الريف-شمال المغرب، انتقل وهو طفل مع عائلته إلى هولندا، ونشأ في بلدة كروموني شمال هولندا.)

## من مؤلفاته
- كتاب: «نجيب» السيرة الذاتية (نشر 2020).

## الجوائز
- 1995 - فاز بجائزة «De Eerste Prijs».
- في عام 1998 فاز بجائزة الجمهور ولجنة التحكيم في مهرجان «Leids Cabaret».

## من أعماله

### الأفلام
- 1995: Walhalla
- 1995: De betekenis van de nacht
- 1998: Jezus is een Palestijn
- 1999: De boekverfilming
- 2001: De nacht van Aalbers
- 2001: Baby Blue
- 2004: Shouf Shouf Habibi!
- 2008: Spion van Oranje
- 2011: De president
- 2012: Doodslag
- 2013: Valentino
- 2017: De familie Slim
- 2020: سونيك القنفذ

### التلفزيون
- 1990: Barst
- 2006: Najib loopt warm
- 2008: Najib wordt wakker
- 2013: The Comedy Factory
- 2014: Bluf
- 2016: Het zijn net mensen
- 2017: Wie ben ik?
- 2017: Little Big Stars
- 2018: The Roast of Johnny de Mol
- 2019: De Battle

## وصلات خارجية
- نجيب أمهالي على موقع IMDb (الإنجليزية)
- نجيب أمهالي على موقع ميوزك برينز (الإنجليزية)
- نجيب أمهالي على موقع أول موفي (الإنجليزية)
- نجيب أمهالي على موقع ديسكوغز (الإنجليزية)
- نجيب أمهالي على موقع قاعدة بيانات الفيلم (الإنجليزية)
- الموقع الرسمي لنجيب أمهالي